# 勝山文化往来館ひしお
勝山文化往来館ひしお（かつやまぶんかおうらいかんひしお）は、岡山県真庭市勝山の体験交流施設。カフェを併設したギャラリー・ホールである。2005年（平成17年）6月に開館した。

## 沿革

### 建物／元清友醤油醸造所
1890年（明治23年）清友醤油醸造所として創業し、1968年（昭和43年）に清友醤油店として創業、1972年（昭和47年）に廃業した醤油の醸造販売企業の跡地に建つ。廃業後、醤油蔵など建物の一部が真庭市に寄贈され、展示館となった。尚、寄贈されなかった清友家（旧清友醤油店）は2018年現在も住居として使用されているため非公開だが、勝山のお雛まつり期間中は、雛人形の公開展示で屋内を見学することができる。土間には、醤油醸造をしていた時代に敷設されたトロッコの軌道が残る。

### 寄贈から建物改築、現在までの経緯

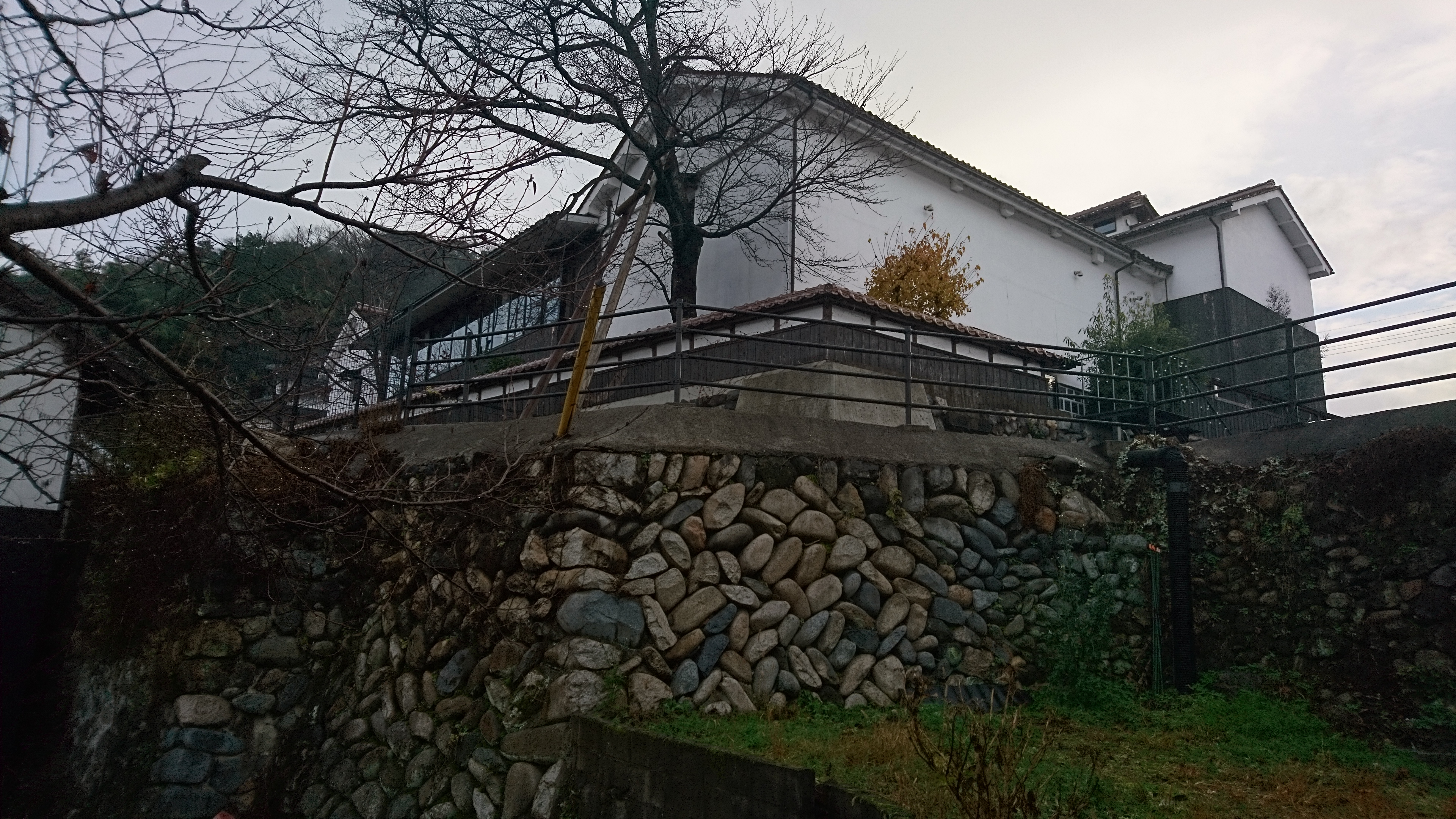
勝山文化往来館ひしお

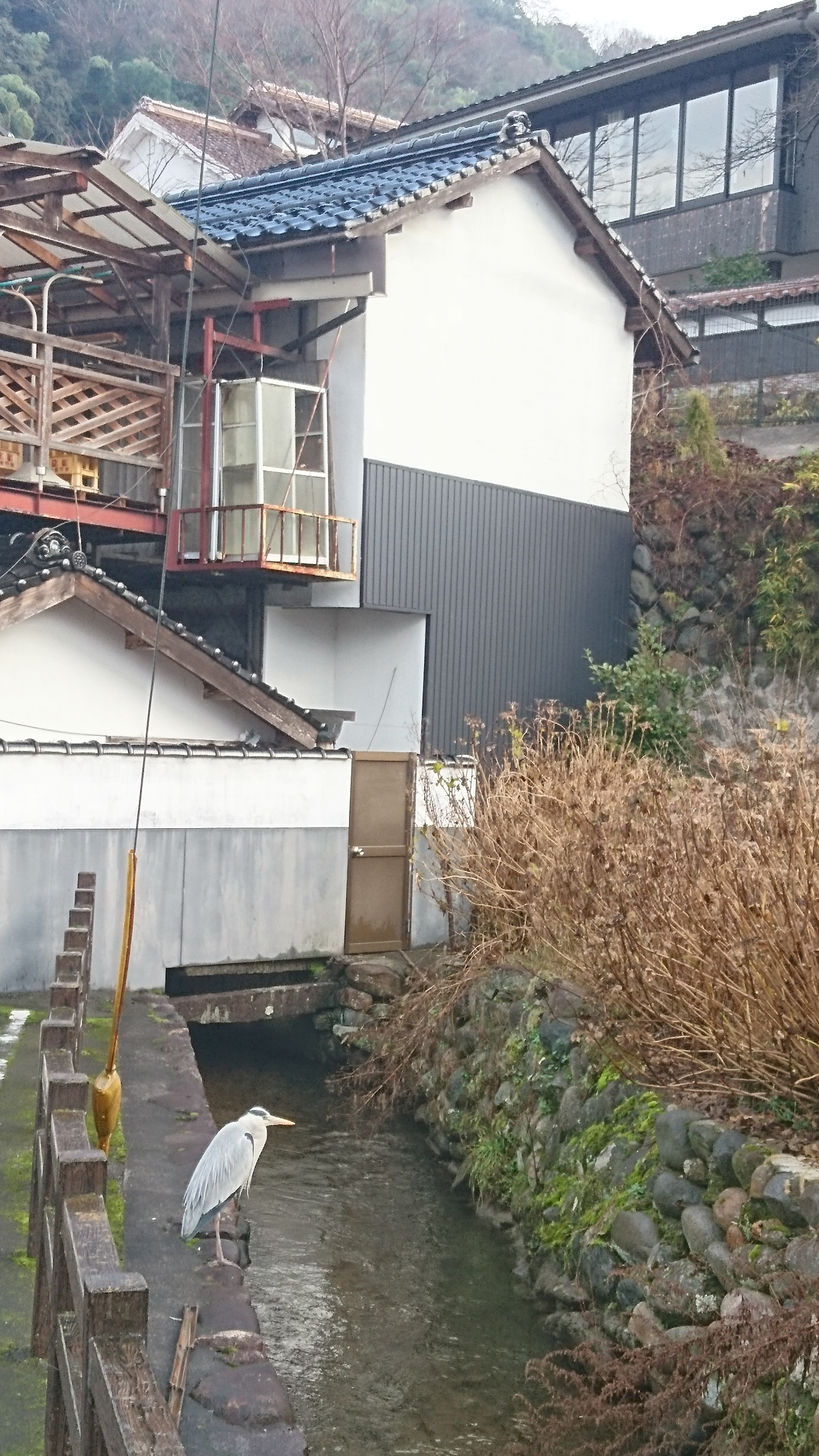
勝山町並み保存地区にある勝山文化往来館ひしおが、丘の上にある。

文化活動の拠点をつくりたいという勝山地域住民の願いを受け、町並みの中心にあった地元の醤油蔵の寄贈を求めて、当時の町長が清友醤油醸造所に足しげく通った。”本当に文化的な事に使っていただけるのなら”という条件で、当時の勝山町が醤油蔵など土地建物の一部を譲り受けた。
行政・住民地域づくり団体から構成される「勝山・町並み委員会」で活用方法を検討され、地域と都市、観光客やアーティストとの交流を促進し、地域社会の文化を向上する場となるとともに、市民参加の増進おうながす公設民営の文化施設づくりを目指した。
2004年（平成16年）、太田民雄の設計で清友醤油の醤油蔵を再生する。勝山の町並み地域の中心にある丘にあった地元の醤油蔵をそのまま活かして改修された。
2005年（平成17年）、文化往来拠点としての活用がスタートした。名称の由来は、醤油蔵が製造していたひしおにちなんだ。醤油が世界で広く愛されるように、「ひしお」から生まれる新しい文化が世界を広く駆け巡るようにという願いがこめられており 、文化を醸造する「はぐくむ」という意味がある。運営は、真庭市の指定管理制度により、2005年から勝山・町並み委員会が受託している。
2018年現在、地域住民、作家、鑑賞者がアートで交流できる拠点施設として利用されている。館長は、勝山町並み保存地区にある「ひのき草木染織工房」の染織作家・勝山町並み保存地区にある「ひのき草木染織工房」の染織作家、加納容子。

## 施設概要

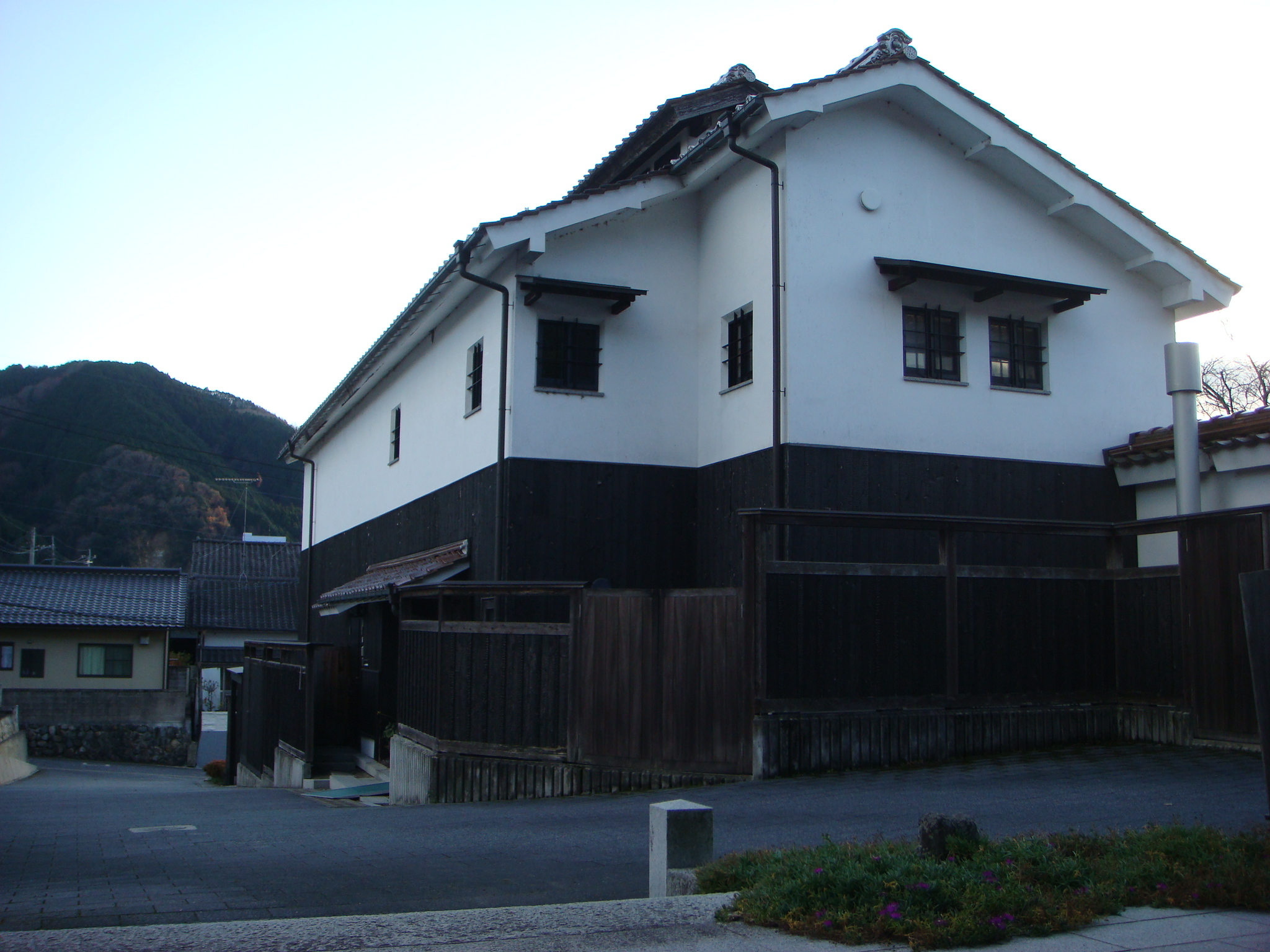
勝山文化往来館ひしお

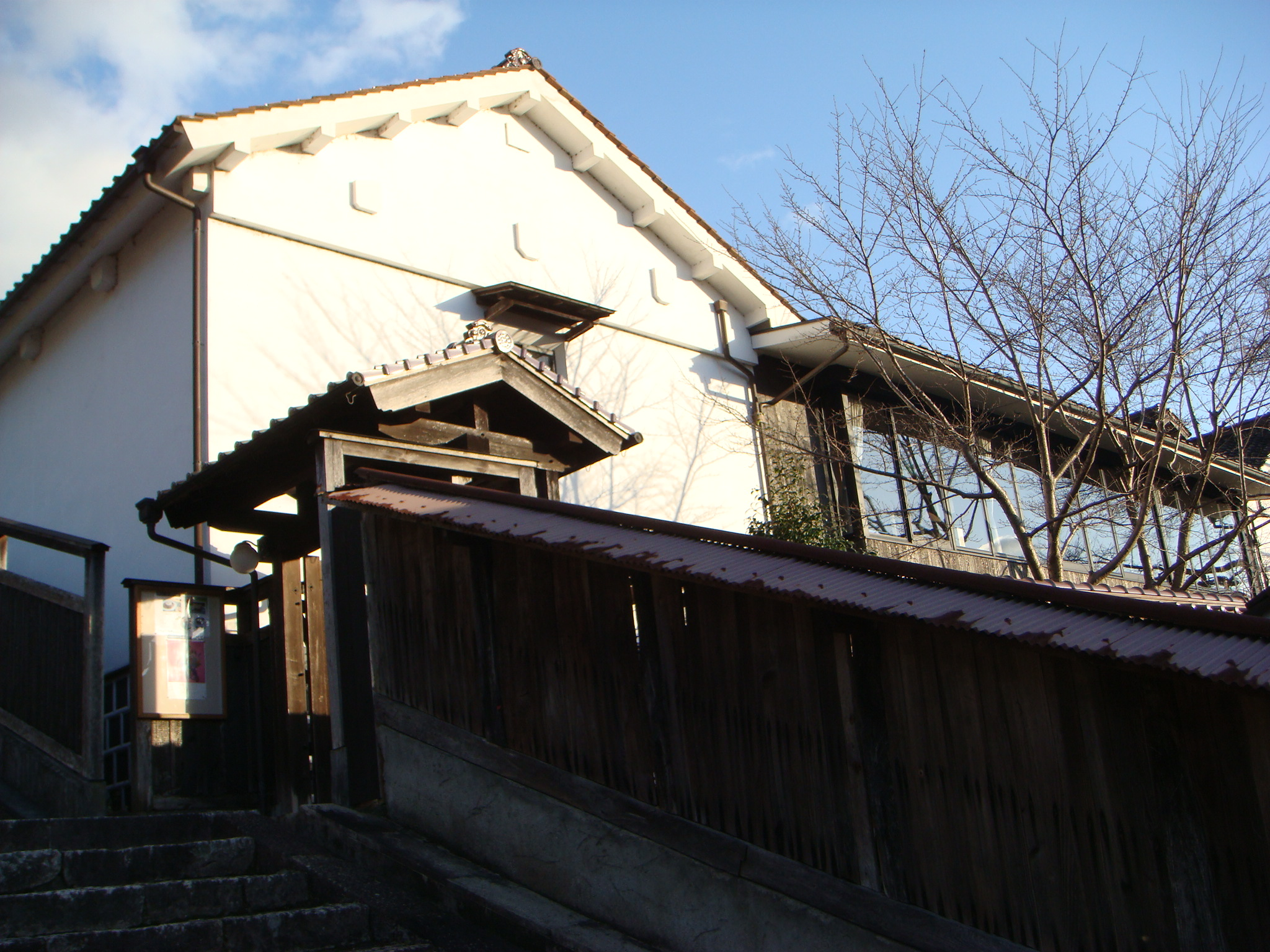
勝山文化往来館ひしお

ホールやギャラリーの機能を備え、アーティストによるコンサートや演劇など、文化発信の場として活用される体験交流施設である。
- カフェ - 1階のカフェでは軽食の他、期間限定で御前酒の蔵元辻本店の酒粕を使用した「酒粕プリン」や勝山銘菓も提供されていた。デザートとドリンクをセットで100円引きとなる。2013年（平成25年）から2015年（平成27年）は、10月開催の勝山町並み・体験クラフト市において、当日限定でチーズや酒粕等の発酵食材を使用した発酵ランチが提供された[17][18][19]。
- ホール - 醤油蔵を改築したホールでは、各種のイベントが催される[20]。
- 中庭 - 旭川から流れる風を感じられる中庭では、野外コンサートなども行われる。
- ギャラリー - 2階のギャラリーは展示スペースとして使われる。

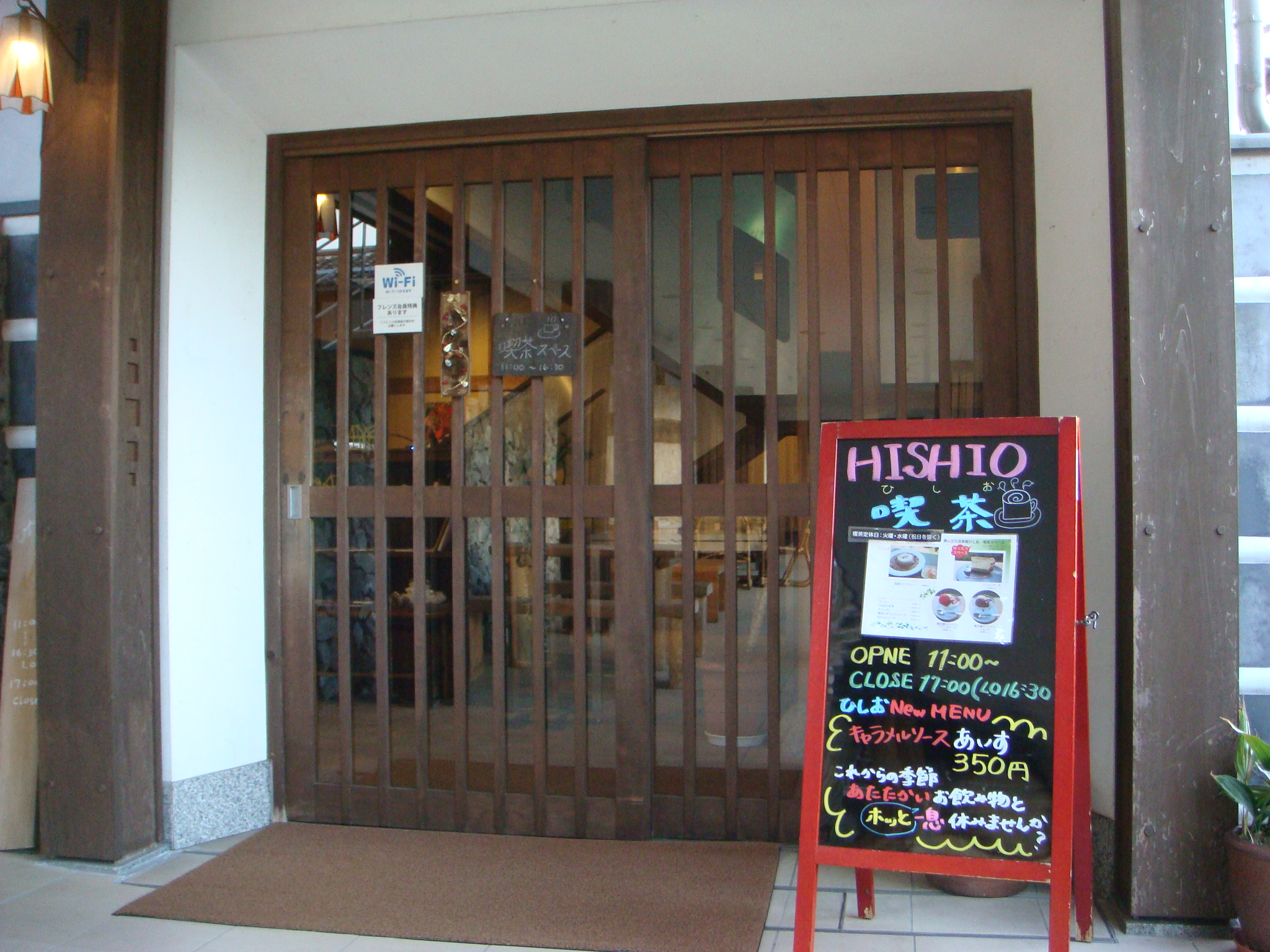
カフェ
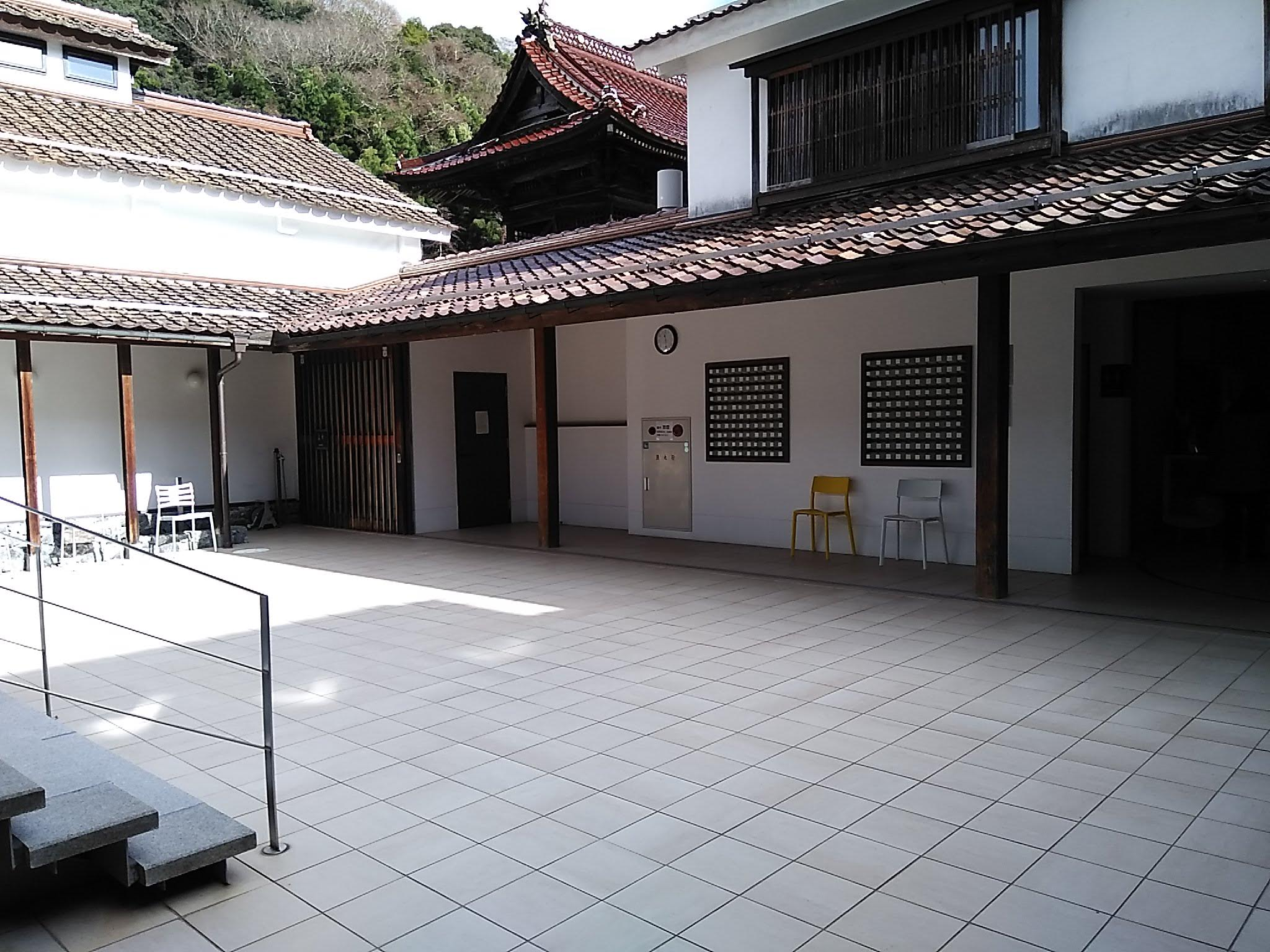
中庭
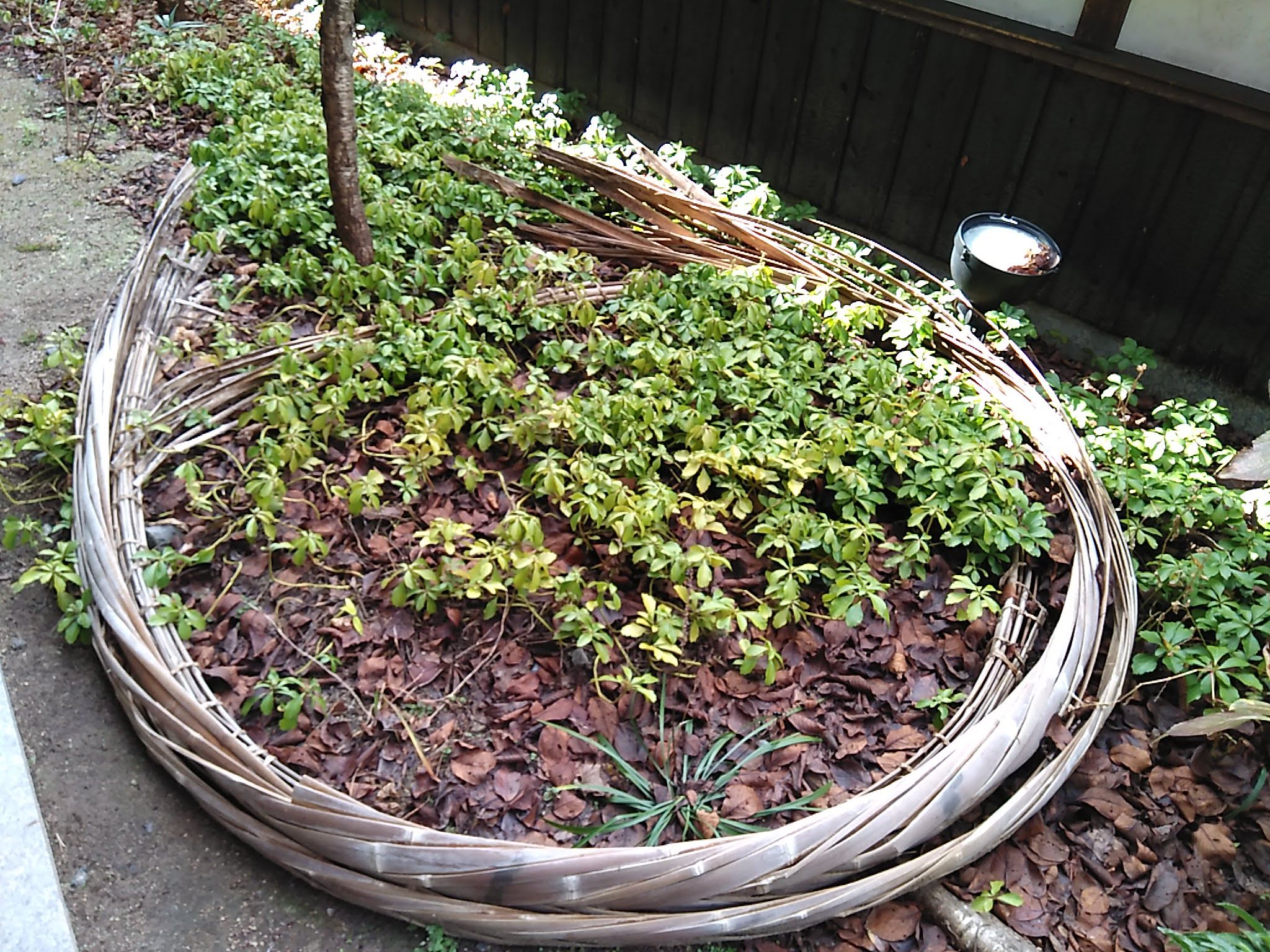
醤油樽に使用されていた箍（たが）
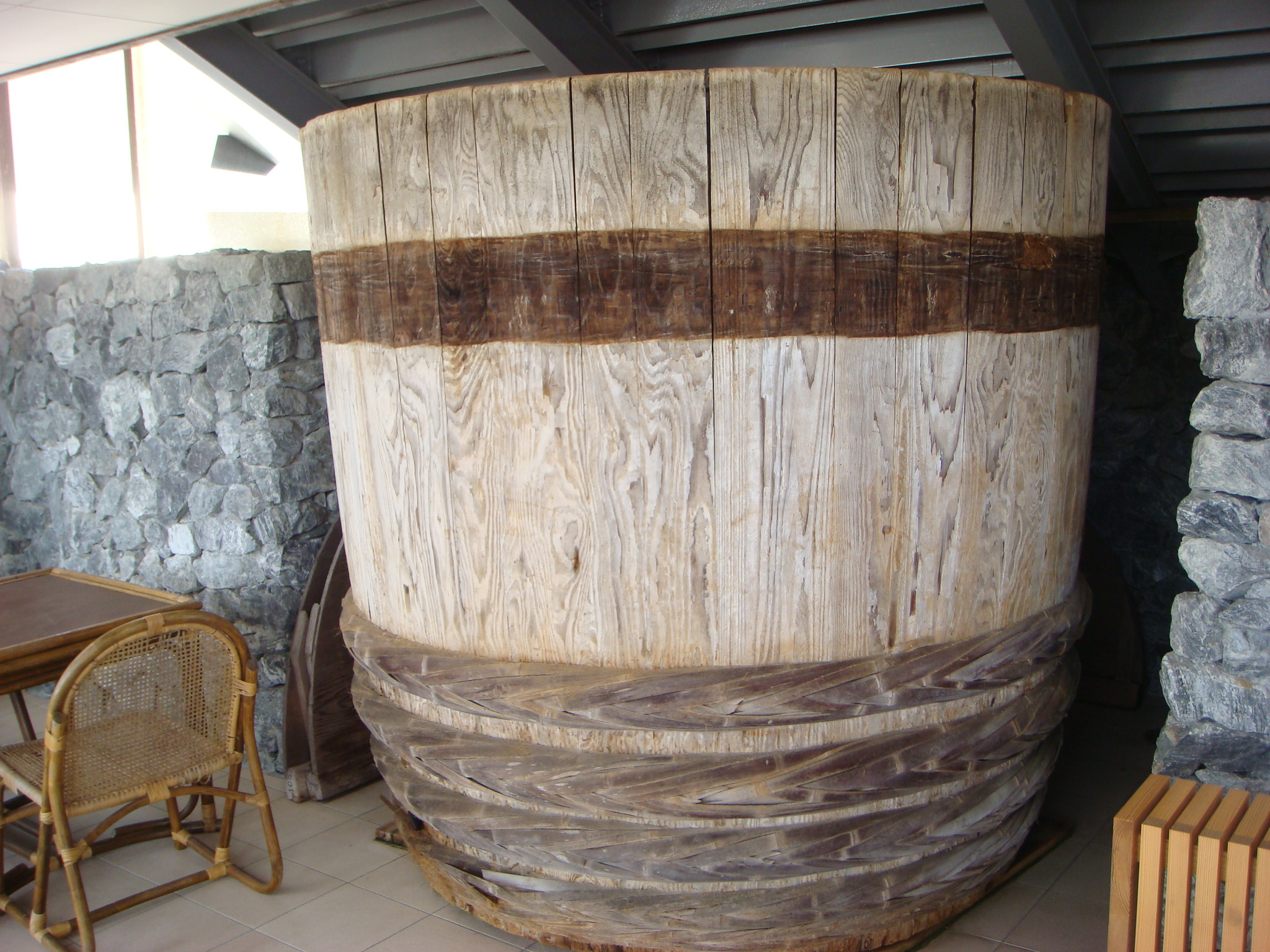
ひしおに置かれている醤油樽
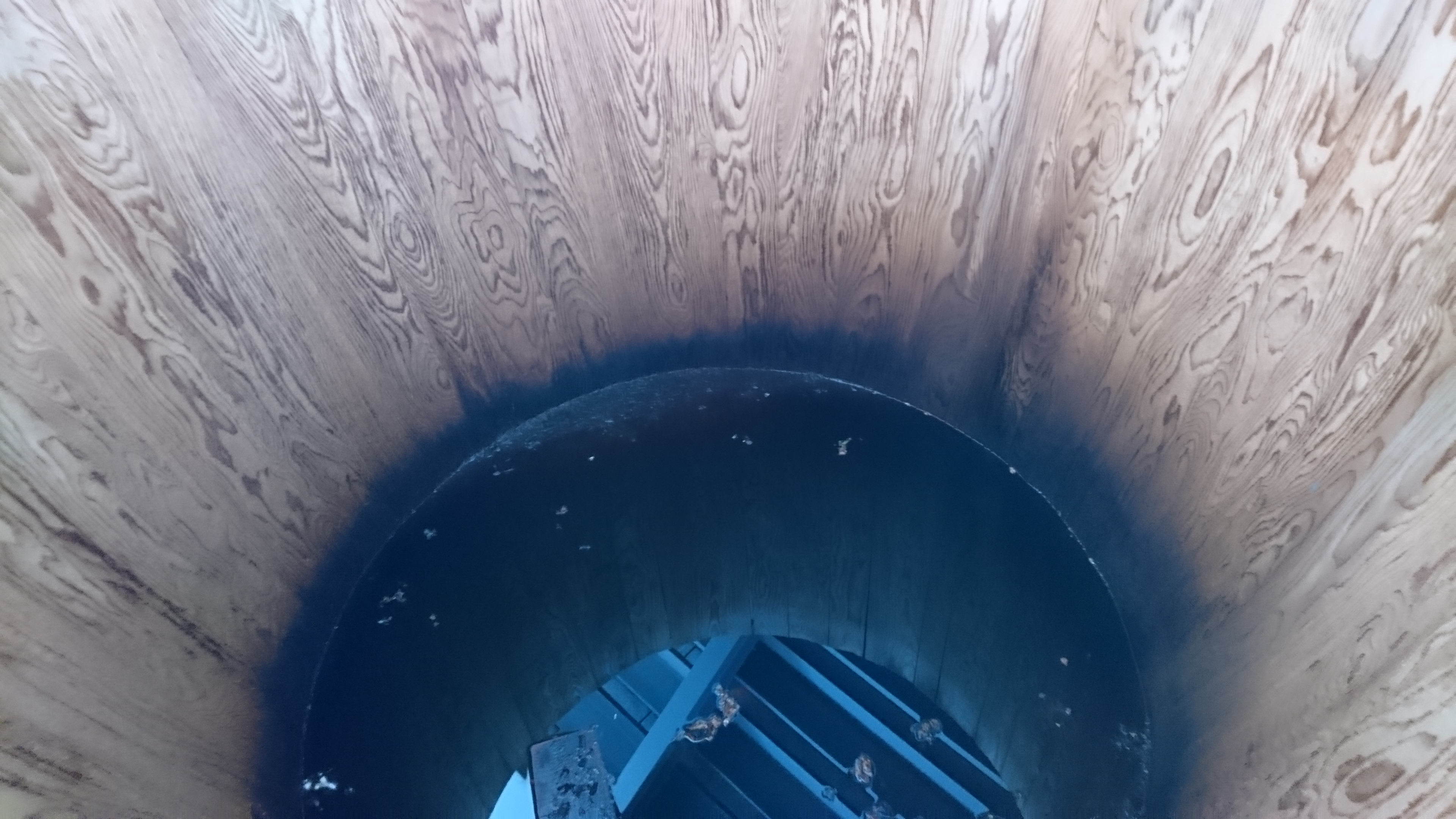
屋外展示されている醤油樽の内部

## 友の会
ギャラリーの作品展示やイベントの企画運営を共に支え、サポートするひしおフレンズが存在する。

## 利用状況
国内外のアーティストを招聘して、創作展示・アートワークショップ・コンサート・演劇など、文化芸術の活動の場として利用されている。また、地域の交流事業の場にもなっている。勝山町並み・体験クラフト市やのれんスタンプラリーなど、イベント会場の一端も担っている。
なお、過去の展覧会・イベント・ワークショップは、勝山文化往来館ひしおの公式サイトにまとめられている。

## 利用情報
- 開館時間：10:00 - 18:00（11月 - 3月10:00 - 17:00）
- 休館日：毎週水曜日、12月29日 - 翌年1月3日
- 駐車場：10台（無料）

## 現地情報

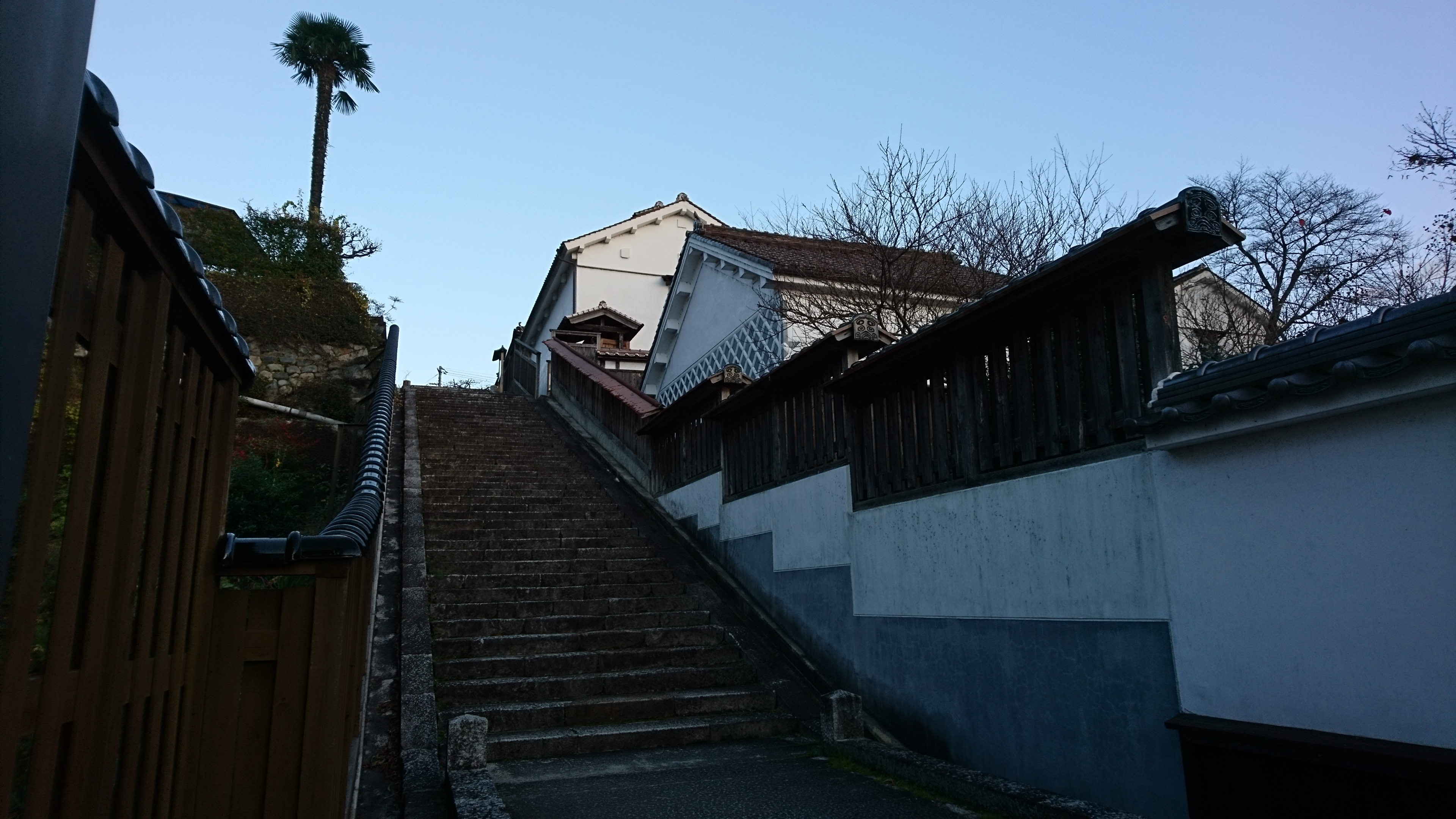
三浦坂から見たひしお

### 交通アクセス
[電車]
- JR岡山駅→津山線→津山駅→姫新線→中国勝山駅 徒歩500 m（7分）[25]
- JR岡山駅→伯備線→新見駅→姫新線→中国勝山駅

[バス]
- 岡山中鉄バスセンター、JR岡山駅より勝山・湯原・蒜山方面バス、JR中国勝山駅前下車
- 京都・大阪（梅田）より津山行き高速バス（神姫、JRバス）

[車]
- 岡山方面から：岡山自動車道経由中国自動車道：落合インターチェンジ下車 12 km（29分）[26]
- 大阪方面から：米子自動車道：久世インターチェンジ下車 9.8 km（17分）[27]

### 周辺情報

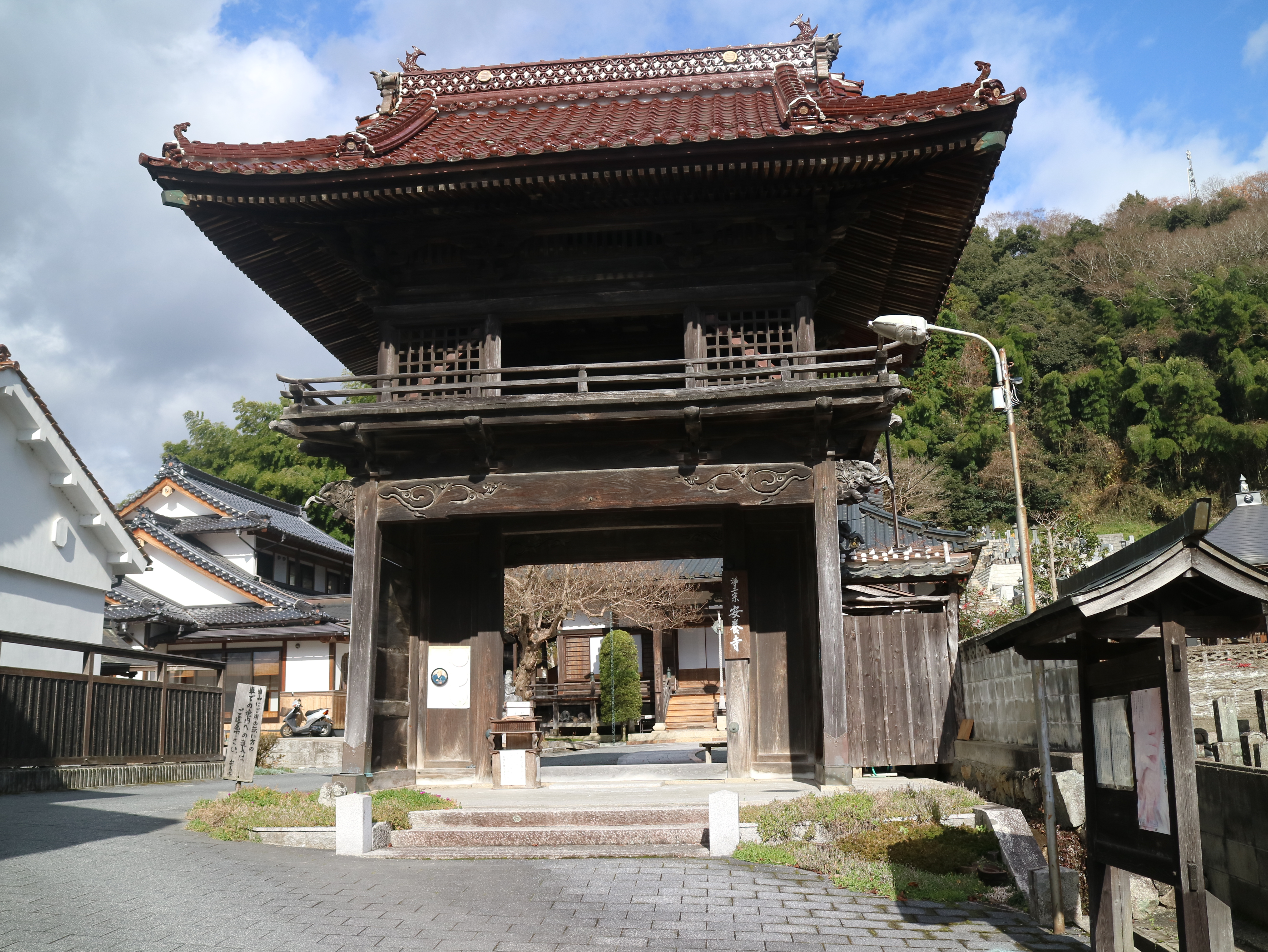
勝山文化往来館ひしおの隣りにある安養寺（岡山県真庭市勝山727）

- 三浦坂：ひしお館の隣りにある石畳の坂。勝山の町並みや遠くの山々が見渡すことができる。
- 安養寺